# Досифей (Ильин)
Епископ Досифей (в миру Дорофе́й Григо́рьевич Ильи́н-Протопо́пов; 1751 — 6 июня 1827, Чолнский Спасский монастырь) — епископ Русской православной церкви, епископ Орловский и Севский.

## Биография
По окончании Крутицкой духовной семинарии поступил 12 сентября 1778 года на службу в новооткрытую Севскую духовную семинарию, в которой был первым по времени поступления учителем, а с 13 апреля 1779 года — и первым префектом семинарии.
В 1780 году, по принятии монашества с именем Досифей, он соединял с должностью префекта звание настоятеля Путивльского Молчанского монастыря, а с 8 декабря того же года и до 1783 года, в сане игумена, состоял в должности (первого по времени) ректора Севской семинарии.
Из брянского Петропавловского монастыря в декабре 1783 года переведён в Перервинский монастырь и был префектом Перервинской семинарии.
В 1786 году был наместником Троице-Сергиевой лавры, откуда 31 января 1789 года произведён в архимандриты Троице-Сергиевой пустыни и назначен присутствовать в Санкт-Петербургской духовной консистории.
Затем недолгое время был он архимандритом новгородского Антониева монастыря.
17 марта 1795 года назначен епископом Старорусским, викарием Новгородской епархии; 22 марта было наречение, а 25 марта хиротония.
При нём 18 декабря 1797 года в Новгородской епархии Высочайше утверждена была «роспись о прибавочных на духовные места суммах», где, между прочим, было указано при викарии быть собору и консистории, но это не было приведено в исполнение.
Через год епископ Досифей получил в своё ведение церкви, перешедшие в новгородскую епархию из Олонецкой и Архангельской епархий, числом 231, и монастыри Олонецкой епархии.
Недолго он управлял порученною ему областью: 26 октября 1798 года он был перемещён на Орловскую епископскую кафедру, где деятельность его имела более широкие границы.
8 ноября 1798 года был награждён орденом Святой Анны 1-й степени.
Его заботами о просвещении детей духовенства устроены духовные училища в Брянске и Ливнах; им обновлены брянские монастыри; ревностно вёл он борьбу и с усилившимся в Орловской епархии старообрядчеством.
«Зависть и клевета вооружили» его против Турчанинова, как тот писал в своей автобиографии, вследствие чего он стал просить о переводе на службу в Санкт-Петербург, что и было исполнено в конце 1809 года. Прибыв в Петербург, Турчанинов выяснил также, что Филарет (Амфитеатров) был удалён в Уфу из Севска по письму Досифея в Санкт-Петербург; к тому же сам Досифей в письме уфимского епископу очернил Филарета и «просил, чтобы он держал его строго и повытер, а тот из дружбы к Досифею, тоже дурно писал о Филарете» в Петербург.
Возникшее в 1810 году неудовольствие с секретарём духовной консистории из-за порядков и делопроизводства канцелярского наделало много хлопот преосвященному Досифею и расстроило его здоровье; 12 марта 1817 года он подал прошение об отставке, выставив причинами старость и частые болезненные припадки; 28 мая состоялось его увольнение с назначением для его местопребывания трубчевского Спасского Чолнского монастыря, которым он управлял до самой своей смерти, последовавшей 6 (18) июня 1827 года.